# Чемпіонат світу з кросу 1973
Чемпіонат світу з кросу 1973 був проведений 17 березня в бельгійському Варегемі на міському іподромі.
Змагання стали першим в історії чемпіонатом світу з кросу, перейнявши «естафету» від Кросу Націй (англ. International Cross Country Championships), який проводився щорічно упродовж 1898—1972 (з перервами в окремі роки) Міжнародною спілкою з кросового бігу (англ. International Cross Country Union).
Місце кожної країни у командному заліку серед дорослих чоловічих команд визначалося сумою місць, які посіли перші шестеро спортсменів цієї країни. Для дорослих жіночих команд враховувались перші чотири результати для кожної збірної. При визначенні місць юніорських команд брались до уваги перші три результати відповідно.

## Чоловіки
| Першість | Золото | Золото                            | Срібло | Срібло                        | Бронза                                                                                                   | Бронза                         |
| -------- | --- | --------------------------------- | --- | ----------------------------- | --- | ------------------------------ |
| Особиста | Пекка Пяйвярінта Фінляндія                                                                                          | 35.46,4                           | Маріано Аро Іспанія | 35.46,5                       | Род Діксон Нова Зеландія                                                                                 | 36.00                          |
| Командна | БельгіяВіллі Полленіс Гастон Рулантс Ерік де Бек Ерік Гейзелінк Карел Лісмонт Марк Смет Едгар Салве Ерман Парментьє | 109 очок5 8 18 19 28 31 (40) (98) | СРСРМикола Свиридов Павло Андреєв Микола Пуклаков Борис Оляницький Валентин Зотов Володимир Меркушин Петрас Шимонеліс Вадим Мочалов | 1199 17 21 22 23 27 (53) (73) | Нова ЗеландіяРод Діксон Дік Тейлер Браян Роуз Юен Робертсон Едді Грей Натан Гілі Джон Шеддан Говард Гілі | 1363 12 14 15 38 54 (59) (130) |

| Першість | Золото                                                             | Золото            | Срібло                                                                             | Срібло             | Бронза                                                                 | Бронза             |
| -------- | ------------------------------------------------------------------ | ----------------- | ---------------------------------------------------------------------------------- | ------------------ | ---------------------------------------------------------------------- | ------------------ |
| Особиста | Джим Браун Шотландія                                               | 20.52,8           | Хосе Аро Іспанія                                                                   | 21.00,6            | Леон Схотс Бельгія                                                     | 21.07,2            |
| Командна | ІспаніяХосе Аро Хосе Луїс Руїс Фернандо Серрада Рейноса Мірамонтес | 18 очок2 7 9 (11) | ІталіяФранко Фава Альдо Томазіні Лука Бігателло Енріко Кантореджі Габрієле Беретта | 224 5 13 (19) (25) | АнгліяДенніс Коутс Баррі Сміт Тоні Стейнінгс Ніл Коупленд Філіп Джефрі | 246 8 10 (12) (18) |

## Жінки
| Першість | Золото                                                                        | Золото                     | Срібло                                                                | Срібло      | Бронза                                                                               | Бронза                  |
| -------- | ----------------------------------------------------------------------------- | -------------------------- | --------------------------------------------------------------------- | ----------- | ------------------------------------------------------------------------------------ | ----------------------- |
| Особиста | Паола Каккі Італія                                                            | 13.45,2                    | Джойс Сміт Англія                                                     | 13.58,0     | Йозе ван Сантберге Бельгія                                                           | 14.01,0                 |
| Командна | АнгліяДжойс Сміт Ріта Рідлі Пенні Юл Керол Гулд Барбара Бенкс Норін Брейтвейт | 40 очок2 4 14 20 (23) (37) | ФінляндіяСінікка Тюуйнеля Ір'я Петтінен Ніна Голмен Айла Койвістойнен | 735 8 10 50 | СШАДоріс Браун Франсі Лар'є Вікі Фольтц Керолайн Вокер Валері Еберлі Кеті Мак-Інтайр | 9015 16 29 30 (32) (40) |

## Медальний залік
| Місце               | Країна              | Золото | Срібло | Бронза | Загалом |
| ------------------- | ------------------- | ------ | ------ | ------ | ------- |
| 1                   | Іспанія             | 1      | 2      | 0      | 3       |
| 2                   | Англія              | 1      | 1      | 1      | 3       |
| 3                   | Італія              | 1      | 1      | 0      | 2       |
| 3                   | Фінляндія           | 1      | 1      | 0      | 2       |
| 5                   | Бельгія             | 1      | 0      | 2      | 3       |
| 6                   | Шотландія           | 1      | 0      | 0      | 1       |
| 7                   | СРСР                | 0      | 1      | 0      | 1       |
| 8                   | Нова Зеландія       | 0      | 0      | 2      | 2       |
| 9                   | США                 | 0      | 0      | 1      | 1       |
| Загалом (9 збірних) | Загалом (9 збірних) | 6      | 6      | 6      | 18      |

## Українці на чемпіонаті
На чемпіонаті взяли участь двоє українських кросменів. Львів'янин Павло Андреєв був 17-м, а донеччанин Борис Оляницький — 22-м в індивідуальному заліку дорослого забігу. У командному заліку обидва спортсмени отримали срібні нагороди чемпіонату в складі збірної СРСР.